# Sonic Team
Sonic Team — розробник відеоігор, що належить японській компанії Sega і є частиною її підрозділу Sega CS Research and Development No. 2. Sonic Team найбільш відома завдяки багаторічній серії Sonic the Hedgehog та таким іграм, як Nights into Dreams і Phantasy Star Online.
Початкова команда, сформована у 1990 році, складалася з працівників відділу споживчого розвитку Sega, включаючи програміста Юдзі Нака, художника Наото Ошіму та дизайнера рівнів Хіроказу Ясухару. Команда взяла собі назву Sonic Team у 1991 році, коли випустила свою першу гру про їжака Соніка, Sonic the Hedgehog, для приставки Sega Genesis. Гра мала великий успіх і сприяла мільйонним продажам Genesis. Наступні ігри про Соніка розробляли Нака та Ясухара в Америці в Технічному інституті Sega, тоді як Ошіма працював над Sonic CD в Японії. Нака повернувся до Японії наприкінці 1994 року, щоб очолити CS3, пізніше перейменовану на R&D No. 8. У цей час підрозділ перейняв бренд Sonic Team, але розробляв ігри, в яких не фігурував Сонік, такі як Nights into Dreams (1996) та Burning Rangers (1998).
Після виходу Sonic Adventure у 1998 році деякі співробітники Sonic Team переїхали до Сполучених Штатів, щоб сформувати Sonic Team USA і розробити Sonic Adventure 2 (2001). Після того, як Sega розділила свої студії на окремі компанії, R&D No. 8 стала SONICTEAM Ltd. у 2000 році, а Нака став генеральним директором, а Sonic Team USA — її дочірньою компанією. Фінансові проблеми Sega призвели до кількох великих структурних змін на початку 2000-х: студія United Game Artists була поглинута Sonic Team у 2003 році, а Sonic Team USA стала Sega Studios USA у 2004 році. Після того, як Sammy Corporation придбала Sega у 2004 році, Sonic Team була перереєстрована і стала відділом досліджень і розробок GE1 Sega. Нака покинув компанію під час розробки Sonic the Hedgehog (2006), а Sega Studios USA була знову об'єднана з Sonic Team у 2008 році. Наступне десятиліття було ознаменоване іграми про Соніка з різним успіхом, а голова студії Такаші Іїдзука визнав, що Sonic Team надавала перевагу швидкості, а не якості.

## Історія

### 1990: Формування та Sonic the Hedgehog

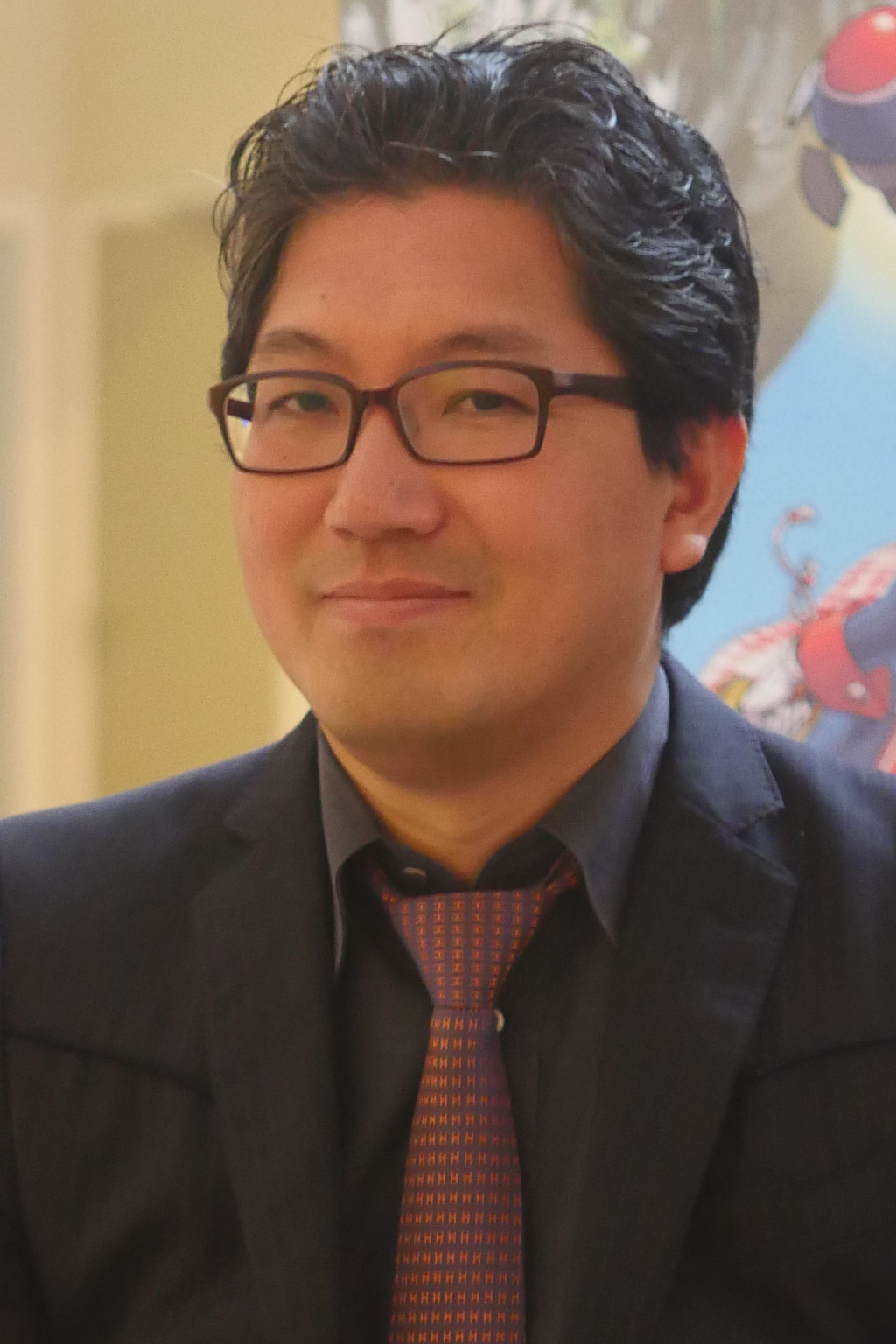
Юдзі Нака, програміст Sonic Team, а згодом президент підрозділу

У 1983 році програміста Юдзі Нака взяли на роботу у відділ споживчого розвитку компанії Sega. Його першим проєктом стала гра Girl's Garden, яку він створив разом з Хіроші Кавагучі в рамках навчального процесу. Для своєї наступної гри, Phantasy Star (1987) для Master System, Нака створив псевдо-3D анімаційні ефекти. Під час роботи над грою він познайомився з художником Наото Ошімо.
Наприкінці 1980-х — на початку 1990-х років між компаніями Sega та Nintendo виникло суперництво через випуск 16-бітних ігрових приставок Sega Genesis та Super Nintendo Entertainment System. Sega потребувала персонажа-талісмана, який став би таким же синонімом їхнього бренду, як Маріо для Nintendo. Компанія хотіла створити «вбивчу» гру і персонажа, який би сподобався дорослій аудиторії, а не підліткам, продемонстрував можливості Genesis і забезпечив комерційний успіх у Північній Америці.
Компанія Sega провела внутрішній конкурс на найкращий дизайн персонажів для талісмана. Ошіма розробив синього їжачка на ім'я Сонік, який був включений у прототип гри, створений Накою. Дизайн Соніка був доопрацьований, щоб зробити його менш агресивним і привабливим для ширшої аудиторії, перш ніж підрозділ почав розробку на своїй платформі гри Sonic the Hedgehog. За словами Ошіми, Sega шукала гру, яка б добре продавалася як у Сполучених Штатах, так і в Японії. Ошіма та Нака вже мали готову гру та персонажа, причому Ошіма працював з відділом іграшок та канцтоварів Sega над ідеями дизайну. Ошіма стверджує, що прогрес, якого вони вже досягли, заохотив компанію обрати їхню пропозицію, оскільки вони були єдиною командою, яка доклала багато часу та зусиль. Це дало йому впевненість у тому, що їхню пропозицію буде обрано.
Проєкт Sonic the Hedgehog розпочався з Наки та Ошіми, але згодом до нього долучилися двоє програмістів, двоє звукорежисерів та троє дизайнерів. Хірокадзу Ясухара приєднався, щоб контролювати роботу Наки та Ошіми й розробляти рівні, а також став провідним дизайнером. Він задовольнив прохання Наки про простий дизайн з однією кнопкою, зробивши так, щоб Сонік робив шкоду, стрибаючи. Гра Sonic the Hedgehog була випущена в 1991 році та мала великий успіх, сприяючи мільйонним продажам Genesis. Команда розробників взяла собі назву Sonic Team для випуску гри. Нака називає Sonic Team лише «назвою команди».

### 1994—1998: Відродження та нові продукти інтелектуальної власності

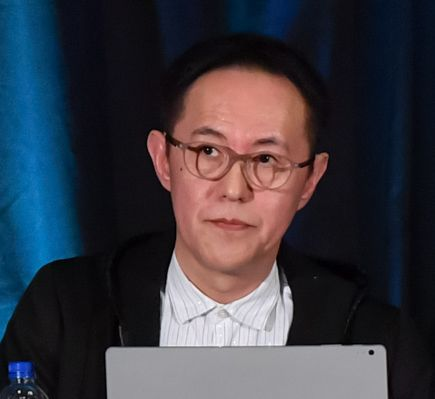
Наото Ошіма, художник команди Sonic Team, який створив персонажа їжака Соніка

Невдовзі після виходу Sonic the Hedgehog, Нака, Ясухара та ряд інших японських розробників переїхали до Каліфорнії, щоб приєднатися до Sega Technical Institute (STI), підрозділу розробників, заснованого Марком Серні як елітна студія, що поєднує філософію дизайну американських та японських розробників. Поки Нака та Ясухара розробляли Sonic the Hedgehog 2 у STI, Ошіма працював над Sonic CD, продовженням доповнення для Sega CD. Хоча Нака не брав безпосередньої участі у розробці Sonic CD, він обмінювався з Ошімою ідеями дизайну.
Після виходу Sonic & Knuckles у 1994 році Ясухара пішов з компанії, пославшись на розбіжності з Накою. Нака повернувся до Японії, отримавши пропозицію стати продюсером. Він очолив відділ споживчого розвитку Sega 3, також відомий як CS3. Нака возз'єднався з Ошімою і привів із собою Такаші Іїдзуку, який також працював з командою Наки в STI. У середині 1990-х команда Sonic Team почала працювати над новою інтелектуальною власністю, що призвело до створення Nights into Dreams (1996) та Burning Rangers (1998) для Sega Saturn. Нака стверджував, що саме з виходом Nights відбулося справжнє становлення Sonic Team як бренду.
Saturn не досягла комерційного успіху Genesis, тому Sega зосередила свої зусилля на новій консолі Dreamcast, яка дебютувала в Японії в 1998 році. Dreamcast розглядався як можливість для Sonic Team повернутися до серії про Соніка, яка в останні роки зайшла в глухий кут. Спочатку Sonic Team створювала повністю тривимірну гру про Соніка для Saturn, але розробку перенесли на Dreamcast, щоб узгодити її з планами Sega. Проєктом керував Такаші Іїдзука; Іїдзука давно хотів створити рольову відеогру про Соніка і відчував, що Dreamcast була достатньо потужною, щоб реалізувати його бачення. Цією грою стала Sonic Adventure, випущена в 1998 році, яка стала бестселером Dreamcast.
Приблизно в цей час CS3 було перейменовано на Відділ досліджень і розробок Sega 8 (R&D #8). Хоча іноді його називають AM8 або «Sega-AM8», виходячи з того, що структура R&D називалася командами з досліджень та розробки ігрових автоматів Sega, команда Sonic Team зосереджувалася виключно на іграх для домашніх консолей. До 2000 року ЗМІ згадували Sonic Team як R&D #8 та AM8.

### 1999—2003: Реструктуризація Dreamcast та Sega
У 1999 році, невдовзі після виходу Sonic Adventure, дванадцять членів Sonic Team переїхали до Сан-Франциско, щоб заснувати Sonic Team USA, тоді як інші залишилися в Японії. Невдовзі після цього кілька ключових співробітників, включно з Ошімою, залишили Sega, щоб заснувати нову студію Artoon. Sonic Team досягла успіху на ринку аркадних ігор у 1999 році, випустивши ритм-гру Samba de Amigo, що вийшла наступного року для Dreamcast. Студія також почала розробляти онлайн-ігри; у 1999 році вони випустили ChuChu Rocket!, головоломку, яка використовувала онлайн можливості Dreamcast. У 2000 році Sonic Team випустила рольову гру Phantasy Star Online, яка мала значний успіх у критиків та комерційний попит.
У жовтні 2000 року Sega почала реструктуризацію своїх студій і виділила свої підрозділи програмного забезпечення в дочірні компанії. Коли підрозділи отримали нові назви, Нака вважав важливим зберегти бренд Sonic Team, і нова юридична назва підрозділу як компанії стала SONICTEAM, Ltd. Нака був призначений генеральним директором, а Sonic Team USA стала дочірньою частиною нової компанії.
Попри низку добре прийнятих ігор, Sega припинила випуск Dreamcast у 2001 році і вийшла з бізнесу консолей. Sega стала стороннім розробником і почала розробляти ігри для різних платформ. З 2000 року японська команда Sonic Team почала випускати менше ігор, за винятком кількох релізів, таких як головоломка Puyo Pop та екшн-гра Billy Hatcher and the Giant Egg. Зміни в компанії та відсутність консолі Sega вплинули на Sonic Team; за словами Наки в інтерв'ю 2006 року: «Наш підхід завжди полягав у створенні стратегічних концепцій ігор, включно з апаратним забезпеченням. Ми дещо скучили за ідеєю мати можливість розв'язувати постійні проблеми». Однак оригінальність залишалася важливою для Наки; Sonic Team розробила Sonic Heroes замість Sonic Adventure 3, освоювала жанр цифрових карткових ігор з Phantasy Star Online Episode III: C.A.R.D Battle, а також розробила оригінальну гру Billy Hatcher. Нака вважає, що довготривалий успіх Соніка зумовлений привабливістю персонажа для дітей. Метою Нака було звернутися до якомога більшої аудиторії та звернутися до дітей.
На початку 2003 року президент Sega Хідекі Сато та головний виконавчий директор Тецу Камая оголосили, що йдуть зі своїх посад, а Сато замінив Хісао Огучі, голова Hitmaker. В рамках плану реструктуризації Огучі оголосив про свій намір об'єднати студії Sega в «чотири або п'ять основних підрозділів». Sonic Team була фінансово спроможною і поглинула United Game Artists, іншу дочірню компанію Sega, очолювану Тецуєю Мізугучі, відому за музичними іграми Space Channel 5 (1999) і Rez (2001).

### 2004— по теперішній час: Реінтеграція та недавні роки
У 2004 році японська компанія Sammy придбала контрольний пакет акцій Sega та утворила Sega Sammy Corporation. Перед злиттям Sega почала процес реінтеграції своїх дочірніх компаній у головну компанію. Sonic Team USA стала Sega Studios USA, а SONICTEAM Ltd. — відділом досліджень і розробок Sega Global Entertainment 1 (GE1). Команда все ще називається Sonic Team. Станом на 2005 рік Наці підпорядковувалися такі високопосадовці Sega, як Тошіхіро Нагоші та Ю Сузукі; за словами Такаші Юди, він брав участь у розробці всіх ігор для Sega. Нака оголосив про своє звільнення 8 травня 2006 року і заснував нову студію Prope, щоб зосередитися на створенні оригінальних ігор. Він залишив Sonic Team під час розробки гри Sonic the Hedgehog (2006), випущеної в рамках 15-річчя франшизи Sonic. Sonic the Hedgehog була розкритикована за баги та недоліки дизайну; Sonic Unleashed (2008) отримала змішані відгуки, але добре продавалася. Обидві гри були випущені для PlayStation 3 і Xbox 360; Sonic Team також розробила серію ігор про Соніка для Wii і Nintendo DS, наприклад, Sonic and the Secret Rings 2007 року.
До 2010 року Sonic Team стала частиною CS Research and Development No. 2 (CS2), Sega Studios USA була реінтегрована в японську команду, а Іїдзука став керівником відділу. Після серії погано прийнятих релізів Sonic, команда Sonic Team переорієнтувалася на швидкість і більш традиційний сайд-скроллінг у Sonic the Hedgehog 4: Episode I і II, Sonic Generations і Sonic Colors, які отримали кращі відгуки. У 2015 році в інтерв'ю Polygon Іїдзука визнав, що Sonic Team віддавала перевагу швидкості випуску ігор, а не їхній якості, і не брала достатньої участі у створенні пізніших ігор про Соніка від сторонніх розробників, таких як Sonic Boom: Rise of Lyric. Він сподівався, що логотип Sonic Team стане «знаком якості»; він планував випускати якісні ігри та розширювати бренд Sonic, зберігаючи при цьому сучасний дизайн Соніка. Іїдзука заявив, що створення нових речей у франшизі має свої переваги та недоліки. Перша гра Sonic Team, створена ексклюзивно для смартфонів, Sonic Runners, вийшла у 2015 році. Нескінченний раннер, вона була розроблена, щоб мати більшу реіграбельність, ніж інші ігри в цьому жанрі. Sonic Runners отримала змішані відгуки і була збитковою, що призвело до її закриття через рік.
У 2017 році команда Sonic Team розробила та випустила Sonic Forces, а Крістіан Вайтхед керував розробкою Sonic Mania. Forces була орієнтована на широку аудиторію молодих і дорослих гравців, а Mania — на шанувальників оригінальних ігор Genesis. Mania стала найрецензованішою грою про Соніка за останні п'ятнадцять років, після майже двадцятирічного періоду змішаних рецензій на франшизу. На виставці SXSW у березні 2019 року Іїдзука підтвердив, що Sonic Team також працює над новою грою про Соніка, яка стала Sonic Frontiers. Sonic Team також долучилася до перезапуску Sakura Wars у 2019 році.

## Sonic Team USA / Sega Studios USA
Sonic Team USA, пізніше Sega Studios USA, була підрозділом Sega та Sonic Team, тоді як Sonic Team була дочірньою компанією. Вона була заснована, коли дванадцять членів Sonic Team, включно з Такаші Іїдзукою, переїхали до Сан-Франциско, Каліфорнія, у 1999 році, і була дочірньою компанією SONICTEAM, Ltd. до 2000 року. Команда працювала над розробкою ігор, перекладами та дослідженнями ринку в США, поки не повернулася до Японії і не об'єдналася з Sonic Team у 2008 році.
Команда Sonic Team USA переклала Sonic Adventure та протестувала ChuChu Rocket! в Америці перед початком роботи над Sonic Adventure 2. Вони черпали натхнення у своїх локаціях у Сан-Франциско, а також у Національному парку Йосеміті та інших районах Сполучених Штатів. Sonic Adventure 2 вийшла 23 червня 2001 року і була портована на GameCube. Наступним проєктом Sonic Team USA стала Sonic Heroes (2003), перша гра про Соніка, розроблена для кількох платформ. Sonic Team USA застосувала інший підхід до Heroes, ніж в іграх Sonic Adventure, зосередившись на геймплеї, більш схожому на ігри Genesis, до якого могли б пристосуватися навіть казуальні гравці.
Після того, як SONICTEAM, Ltd. повернулася до складу Sega у 2004 році, Sonic Team USA була перейменована на Sega Studios USA. Наступним проєктом підрозділу стала Shadow the Hedgehog, випущена у 2005 році, спін-офф з Шедоу в головній ролі. На відміну від попередніх ігор, Shadow the Hedgehog була орієнтована на старших гравців і відрізнялася іншими стилями геймплею, включаючи використання зброї та різні кінцівки гри. Shadow the Hedgehog була піддана критиці за дорослість тематики та дизайн рівнів, але мала комерційний успіх, продавшись у кількості щонайменше 1,59 мільйона одиниць.
Останньою грою Sega Studios USA стала Nights: Journey of Dreams, продовження Nights into Dreams і перша гра серії Nights після скасування Air Nights у 2000 році. Іїдзука вважав важливим зберегти концепцію оригінальної гри, розробляючи нові механіки, і випустив її на консолі Wii, більш орієнтованій на сім'ю. Journey of Dreams також була розроблена, щоб мати більш європейське відчуття, на відміну від ігор серії Sonic, які були більш американськими. Звук і CGI були завершені командою Sonic Team в Японії, тоді як Sega Studios USA займалася рештою розробки для релізу 2007 року.
Sega Studios USA керувала розробкою Sonic Rivals (2006) та Sonic Rivals 2 (2007) від Backbone Entertainment. У 2008 році Sega Studios USA об'єдналася з Sonic Team, в результаті чого Іїдзука очолив Sonic Team і став віцепрезидентом з розробки продуктів Sega. У 2016 році Іїдзука переїхав до Лос-Анджелеса, щоб керувати розробкою з метою зробити студії Sega в Лос-Анджелесі «централізованим хабом для глобального бренду».

## Ігри
Sonic Team розробила низку відеоігор, багато з яких стали бестселерами. Студія найбільш відома завдяки серії ігор Sonic the Hedgehog, на яку припадає більшість робіт Sonic Team; реліз Sonic the Hedgehog 1991 року вважається одним з найважливіших моментів в історії відеоігор, оскільки він сприяв зростанню продажів Genesis і витіснив Nintendo з позиції провідної компанії-виробника відеоігор. Команда Sonic Team також розробила широкий спектр інших ігор, серед яких такі екшн-ігри, як Nights into Dreams, Burning Rangers та Billy Hatcher and the Giant Egg, онлайн-гра-головоломка ChuChu Rocket!, рольова онлайн-гра Phantasy Star Online та музична гра Samba de Amigo. Phantasy Star Online вважається першою онлайн-рольовою грою, яка з'явилася на консолях і стала першою онлайн-грою для багатьох гравців. За словами Шона Сміта з Retro Gamer, небагато компаній можуть похвалитися тим, що випустили стільки ААА-ігор за такий довгий період, особливо між 1991 і 2000 роками. Деякі ігри Sonic Team, такі як оригінальні ігри Sonic для Genesis та Nights, вважаються одними з найкращих відеоігор, коли-небудь створених. Іїдзука сказав, що Sonic Team буде готова розробити третю гру серії Nights або продовження гри Knuckles' Chaotix (1995), якщо Sega цього захоче.
Компанії Sega та Sonic Team часто критикували за те, як вони поводилися з їжаком Соніком після початку ери 3D-відеоігор. Едвін Еванс-Тірлвелл з Eurogamer описав 3D-ігри про Соніка як «20 з гаком років повільного накопичення лайна», і що, на відміну від головного конкурента Соніка, серії Mario від Nintendo, Сонік у 3D так і не став «трансцендентним хітом». Золані Стюарт з Kotaku стверджував, що зображення Соніка, починаючи з Sonic Adventure, з додаванням озвучення і більшим акцентом на сюжеті та розповіді про персонажа, перетворило Соніка на «плоску, безжиттєву лушпайку персонажа, який випльовує слогани та загалом має лише один режим особистості, чувака з радикальними поглядами, сумний перероблений образ розпливчастої культурної концепції 90-х років». Директор з маркетингу Sega of America Ел Нільсен та розробник Sonic Mania Крістіан Вайтхед заявили, що кількість додаткових персонажів, доданих до серії, була проблематичною, а Вайтхед назвав їх «наповнювачами». У 2015 році генеральний директор Sega Харукі Сатомі визнав, що Sega «частково зрадила» довіру давніх шанувальників своїх ігор, і висловив сподівання, що компанія зосередиться на якості, а не на кількості.